# Филогазо
Филога̀зо (на италиански: Filogaso, на местен диалект Filogàsi, Филогази) е село и община в Южна Италия, провинция Вибо Валентия, регион Калабрия. Разположено е на 283 m надморска височина. Населението на общината е 1454 души (към 2012 г.).